# Delia winnemana
Delia winnemana är en tvåvingeart som först beskrevs av Malloch 1919.  Delia winnemana ingår i släktet Delia och familjen blomsterflugor. Inga underarter finns listade i Catalogue of Life.